# Capim Branco
Capim Branco este un oraș în unitatea federativă Minas Gerais (MG), Brazilia.